# Moinhos do Casalinho da Ajuda

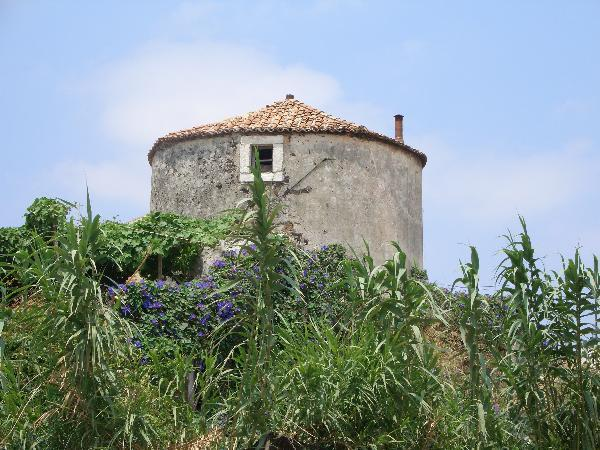
Moinho do Casalinho da Ajuda.

Os Moinhos do Casalinho da Ajuda são dois moinhos de vento situados no Bairro do Casalinho da Ajuda, na freguesia da Ajuda, em Lisboa.
Os Moinhos do Casalinho da Ajuda foram edificados provavelmente no século XVIII, na Serra de Monsanto, tendo sido adaptados a residências particulares já no século XX. Ao contrário dos moinhos de Santana, encontram-se num estado precário.
Os moinhos estiveram em vias de classificação pelo antigo IGESPAR desde 1991 tendo o procedimento caducado nos termos do artigo 78.º do Decreto-Lei n.º 309/2009, DR, 1.ª série, N.º 206 de 23-10-2009, estando actualmente sem protecção legal.